# Аватиме
Аватиме — один из языков ква. Распространён в Гане, в области Вольта, в районе деревни Амедзофе. Диалектное членение неизвестно. По данным на 2003 года на языке говорило 24 тыс. человек
Алфавит на латинской основе разработан в 2010 году. Включает следующие буквы: A a, B b, D d, Đ ɖ, E e, Ɛ ɛ, F f, Ƒ ƒ, G g, H h, X x, I i, K k, L l, M m, N n, Ŋ ŋ, O o, Ɔ ɔ, P p, R r, S s, T t, U u, V v, Ʋ ʋ, W w,  Y y, Z z, Dz dz, Gb gb,  Gy gy, Kp kp, Ky ky, Ny ny, Ts ts.